# Servei d'Informació i Policia Militar
El Servei d'Informació i Policia Militar (SIPM) va ser l'agència d'intel·ligència que va existir en la zona revoltada durant la Guerra Civil espanyola i durant els primers temps de la Dictadura franquista. Durant la contesa va jugar un important paper en l'establiment de la "cinquena columna" a la zona republicana.

## Història
Poc després del començament de la Guerra civil en la zona revoltada van començar a actuar diversos serveis d'espionatge. Aquest va ser el cas del Servei d'Informació Militar (SIM) creat el 26 de setembre de 1936 a Burgos i del Servei d'Informació del Nord-est d'Espanya (SIFNE), aquest últim creat a l'empara del general Mola. La Falange també va disposar del seu propi servei d'informació.
El novembre de 1937 el SIM es reanomenà com a "Servei d'Informació i Policia Militar", sota la direcció del Coronel José Ungría Jiménez. Poc després de la seva creació, el president de la Junta Tècnica de l'Estat, Francisco Gómez-Jordana Sousa, va finançar el SIPM amb 300.000 pessetes anuals. El SIFNE es va integrar dins del SIPM el 28 de febrer de 1938.
Dins de la seva organització, també va disposar d'una secció antimaçònica dirigida per l'eclesiàstic Julio Busquets.
El SIPM va substituir o va reunir els diferents serveis d'espionatges a la zona revoltada, unificant sota la direcció d'Ungría totes les xarxes d'espies. Des de començaments de 1938 es va encarregar d'intensificar les activitats d'espionatge i desmoralització en la zona republicana. En el Madrid republicà va aconseguir construir una important xarxa d'espionatge i de suport a través de falangistes i altres agents de la cinquena columna. A mitjan 1938 el SIPM comptava amb 30.000 agents al seu servei, havent teixit una xarxa d'espies que aplegava l'escola d'oficials de Barajas i diverses xarxes d'espies a Catalunya. El seu coneixement va arribar a ser tal que els agents d'Ungría van estar enviant informes durant setmanes alertant sobre la possibilitat que els republicans llancessin una important ofensiva al Front de l'Ebre, però malgrat tot el general Franco els va ignorar sistemàticament.
En les últimes setmanes de la guerra, els seus agents desplegats a Madrid van tenir un paper fonamental en els contactes amb el comandant de l'Exèrcit Republicà a la capital, el Coronel Casado, i la rendició dels Exèrcits republicans.
Una vegada finalitzada la contesa, l'activitat del SIPM no es va detenir: va seguir controlant les activitats dels líders republicans, com Manuel Azaña i Juan Negrín, gràcies als informes d'antics funcionaris de la República. Però en la immediata postguerra el seu paper es va veure reduït al de perseguir a tot aquell que fos opositor al règim franquista, ja que les Forces Armades van crear el seu propi servei d'espionatge, l'anomenada "Tercera Secció d'Informació de l'Alt Estat Major". Durant els següents anys molts membres del SIPM van acabar integrant-se en la Brigada Político-Social, la policia secreta del franquisme.